# Организация по запрещению химического оружия
Организация по запрещению химического оружия (ОЗХО, англ. Organisation for the Prohibition of Chemical Weapons, OPCW) — международная организация, созданная при поддержке ООН 29 апреля 1997 года, после вступления в силу Конвенции о запрещении химического оружия, открытой к подписанию в январе 1993 года. В 2013 году ОЗХО награждена Нобелевской премией мира.
Главные задачи — обеспечение контроля за соблюдением запрета на использование химического оружия, ликвидации его запасов, содействие развитию сотрудничества в области мирной химии, помощь государствам в обеспечении защиты от химического оружия, обеспечение нераспространения химического оружия.
Штаб-квартира расположена в Гааге (Нидерланды).

## Структура ОЗХО
Организация по запрещению химического оружия имеет три основных органа: Конференция государств-участников, Исполнительный совет и Технический секретариат.

### Конференция государств-участников
Конференция государств-участников — главный орган ОЗХО. В её состав входят все члены Организации. Собрание проходит не реже одного раза в год и рассматривает вопросы в рамках сферы охвата Конвенции. Конференция осуществляет надзор за осуществлением Конвенции, принимает меры для содействия реализации её предмета и целей, а также рассматривает её соблюдение. Конференция осуществляет надзор за деятельностью Исполнительного совета и Технического секретариата. Раз в пять лет Конференция государств-участников собирается на специальную сессию для рассмотрения действия Конвенции.

### Исполнительный совет
Исполнительный совет ОЗХО является исполнительным органом Организации. Отчет о деятельности предоставляется на ежегодном собрании Конференции. Исполнительный совет действует в соответствии с решениями Конференции и обеспечивает их исполнение. В задачу Исполнительного совета входит содействие осуществлению и соблюдению Конвенции, за деятельностью Технического секретариата. Исполнительный совет состоит из 41 члена. В состав Исполнительного совета имеет право входить каждое государство-участник. Заседания Исполнительного совета проводят четыре раза в году или более, если этого требуют государства — участники совета или Конференция.

### Технический секретариат
Технический секретариат помогает Конференции и Исполнительному совету в выполнении их функций. Технический секретариат осуществляет предусмотренные Конвенцией меры проверки её соблюдения, получает и систематизирует первоначальные и ежегодные данные государств-участников (информация о запасах химического оружия, о бывших объектах по его производству и т. д.). В состав Технического секретариата входят Генеральный директор (назначается Конференцией государств-участников по рекомендации Исполнительного совета), который является его руководителем и главным административным сотрудником, инспекторы и другой политико-административный и технический персонал.

## Химическое разоружение
По состоянию на начало 2004 года 95 % государств-участников представили свои данные в ОЗХО. Шесть государств объявили о том, что они обладают запасами химического оружия (Албания, Индия, Ливия, Россия, США и другое государство-участник, которое пожелало, чтобы его название не упоминалось в официальных документах ОЗХО). В сумме эти запасы насчитывали около 70 тыс. тонн отравляющих веществ различных типов. Из них нервно-паралитические ОВ составляли 63 %: VX (28 %), зарин (22 %), зоман (13 %); кожно-нарывные (главным образом иприт и люизит) 35 %. Остающиеся 2 % приходились на бинарное химическое оружие и различные токсичные отходы.
13 государств объявили о наличии мощностей по производству химического оружия на 64 объектах, на момент вступления в Конвенцию или в прошлом (Албания, Босния и Герцеговина, Китай, Франция, Индия, Ливия, Иран, Япония, Россия, Великобритания, США, Югославия и ещё одно государство-участник).
На начало 2004 года государствами-участниками было объявлено 5466 объектов гражданской химической промышленности, подпадающих под сферу охвата режима проверки химической промышленности, а также передачи химикатов, входящих в списки, содержащиеся в Конвенции.
В период с 1997 г. и по начало 2004 года ОЗХО уничтожила более 8 тыс. тонн отравляющих веществ в 4 государствах, объявивших о наличии у них запасов химического оружия. 29 апреля 2003 года Россия выполнила предусмотренный Конвенцией первый этап уничтожения химического оружия категории I, ликвидировав 400 тонн отравляющих веществ (1 % общих запасов) на первом российском объекте по уничтожению в пос. Горный Саратовской области.

## Инспекционная деятельность ОЗХО
За подготовку, планирование и анализ результатов инспекций отвечает отдел проверки Технического секретариата.
Большая часть инспекционной деятельности (около 60 % инспекций) осуществляется на объектах, связанных с химическим оружием. На объектах по уничтожению химического оружия (ОУХО) в период их функционирования обеспечивается постоянное присутствие инспекторов. Так, в 2003 году на ОУХО было проведено 74 ротации инспекторов. В 2002 году было проведено 85 таких инспекций.
Конвенция о запрещении химического оружия предусматривает возможность проведения инспекций по запросу. Инспекция по запросу может проводиться в любом государстве-участнике по запросу другого государства-участника без права отказа с целью прояснения или разрешения любого вопроса, касающегося возможного несоблюдения Конвенции. Запрашивающее инспекцию государство обязано ограничивать запрос на инспекцию рамками Конвенции и представлять в запросе всю соответствующую информацию, на основе которой возникла озабоченность. Каждое государство-участник должно воздерживаться от необоснованных запросов, избегая злоупотреблений. Инспектируемое государство обязано предоставлять доступ в пределах запрашиваемого места исключительно с целью установления фактов, имеющих отношение к озабоченности относительно возможного несоблюдения Конвенции. Но за годы действия Конвенции ни одно государство-участник не запрашивало проведения подобных инспекций.
Конвенция предусматривает оказание государствам-участникам помощи и защиты в случае применения против них или угрозы применения химического оружия. В соответствии с положениями Конвенции такая помощь может предусматривать предоставление государствам-участникам средств обнаружения и систем сигнализации, защитного и дегазационного оборудования и средств дегазации, медицинских антидотов и средств лечения, а также консультирования по любым защитным мерам.
В соответствии с Конвенцией каждое государство-участник взяло на себя обязательство либо вносить взносы в добровольный фонд помощи, который был учрежден на первой Конференции государств-участников, либо объявить о том, какого рода помощь оно могло бы предоставить по призыву Организации.

## Международное сотрудничество
Государства-участники имеют право проводить исследования, разрабатывать, производить, приобретать, сохранять, передавать и использовать химикаты, обмениваться оборудованием и научно-технической информацией в целях, не запрещаемых по Конвенции. Конвенция также гласит, что её участники не устанавливают между собой никаких ограничений, которые сдерживали бы или затрудняли торговлю, а также развитие и распространение научно-технических знаний в области химии в промышленных, сельскохозяйственных, исследовательских, медицинских, фармацевтических или иных мирных целях.
Организация осуществляет целый ряд программ, направленных на содействие сотрудничеству в области химии. Эти программы направлены на подготовку ученых и инженеров из развивающихся стран или стран с переходной экономикой, на поддержку проведения семинаров и конференций по тематике развития химической промышленности, торговли химикатами и т. д. Организация по запрещению химического оружия, уже семь лет обеспечивающая режим запрета химического оружия, является одной из основных составляющих системы международной безопасности, работающих на уничтожение опаснейшего вида оружия массового уничтожения.

## Наделение ОЗХО функцией выявления виновных в химических атаках
27 июня 2018 года на специальной сессии Конференции стран — участниц Конвенции о запрещении химического оружия, созванной по инициативе Великобритании для обсуждения расширения полномочий ОЗХО, несмотря на попытки противодействия России, Сирии и Ирана, был принят британский проект по расширению мандата организации, наделив её правом устанавливать виновных в химических атаках. Проект поддержали 82 страны, ещё 24 выступили против. До этого специалисты ОЗХО были уполномочены проводить только техническую экспертизу по установлению самого факта применения химического оружия.
Поводом для внесения проекта по реформированию ОЗХО стал инцидент с предполагаемым отравлением бывшего сотрудника ГРУ Сергея Скрипаля и его дочери Юлии нервно-паралитическим веществом «Новичок», произошедший 4 марта 2018 года. Британские власти утверждают, что за покушением на Скрипалей стоит Россия. Результаты исследований экспертов ОЗХО подтвердили тип использовавшегося отравляющего вещества, но сотрудники ОЗХО не назвали место происхождения этого вещества. Дополнительные функции ОЗХО, по мнению авторов проекта, нужны и для установления исполнителей химатак в Сирии, ответственность за которые западные страны возлагают на сирийские власти. Сирия и Россия отрицают использование сирийской армией химического оружия против населения и обвиняют в провокациях вооружённую оппозицию.